# Томојуки Каџино
Томојуки Каџино (јап. 梶野 智幸; 11. јул 1960) бивши је јапански фудбалер.

## Каријера
Током каријере је играо за Јанмар Дизел, Гамба Осака и Кашива Рејсол.

## Репрезентација
За репрезентацију Јапана дебитовао је 1988. године. За тај тим је одиграо 9 утакмица и постигао 1 гол.

## Статистика
| Јапан  | Јапан   | Јапан  |
| Година | Наступи | Голови |
| ------ | ------- | ------ |
| 1988.  | 1       | 0      |
| 1989.  | 8       | 1      |
| Укупно | 9       | 1      |